# Haven-1
Haven-1 est une station spatiale en orbite terrestre basse actuellement développée par la société américaine du secteur spatial Vast. La station devrait être lancée au plus tôt en août 2025 par une Falcon 9 de SpaceX. La première mission vers Haven-1, Vast-1 (en), devrait envoyer un équipage de quatre astronautes à bord d'un vaisseau spatial Crew Dragon vers la station spatiale pour un séjour de trente jours. D'autres lancements devraient avoir lieu en utilisant Crew Dragon pour transporter les astronautes vers et depuis Haven-1 au cours de sa durée de vie.
La station ne sera pas en mesure de se maintenir sur une longue période et s'appuiera sur le Crew Dragon pour des missions à long terme en utilisant ses systèmes de support de vie. Grâce à Dragon, la station sera capable de soutenir des missions de 4 personnes avec des installations de communication 24h/24 et 7j/7, jusqu'à 1 000 watts de puissance, jusqu'à 150 kg de masse de fret préchargée, ainsi que des activités scientifiques, de recherche et de fabrication dans l'espace jusqu’à 30 jours.
Les équipages à bord de la station mèneront également des expériences pour tenter d'imiter la gravité de la Lune.
De fait, la station Haven-1 est une étape d'apprentissage de son constructeur, qui envisage des successeurs beaucoup plus grands,. En partie dépendante des systèmes du Crew Dragon, elle est à mi-chemin entre un simple module orbital (comme ceux des Soyouz) et une station autonome.

## Composants
Le système de propulsion de Haven-1 est construit et fourni par Impulse Space. Il comprendra une combinaison de propulseurs stockables, du protoxyde d'azote et de l'éthane, des réservoirs d'ergols, des conduites de fluide, des vannes, des capteurs, des composants électroniques et logiciels de contrôle, et des moteurs Saiph comme Reaction Control System. La station disposera également d'un dôme transparent de 1,1 mètre de diamètre pour la photographie et l'observation de la Terre pour les touristes, semblable à celui d'Inspiration4, inspiré de la Cupola, en plus d'un accès Internet permanent via le Wi-Fi à bord et des salles de repos.
Mi-février 2024, Vast annonce qu'elle s'associe à la société AnySignal basée à El Segundo, à la société TRL11 basée à Irvine et à la société singapourienne Addvalue pour fournir une connectivité en radiofréquence et à leur système de relais de données intersatellites (IDRS), ainsi que des caméras avancées internes et externes embarquées,,.
En août 2024, Vast révèle que Haven-1 doit abriter une installation de recherche sur la microgravité appelée Haven-1 Lab, servant de plate-forme de recherche, de développement et de fabrication en microgravité de la station. Elle doit disposer de 10 emplacements, chacun capable d'accueillir des charges utiles pesant jusqu'à 30 kilogrammes et consommant jusqu'à 100 watts d'énergie, fournies auparavant par des entreprises privées et des gouvernements. Les premières entreprises clientes dévoilées sont Redwire (en) et Yuri Gravity.
La station ne dispose pas de système de support de vie complet : elle est capable de contrôler sa température et de fournir de l'électricité mais doit utiliser les appareils d'un vaisseau Dragon amarré pour gérer son air intérieur (oxygène, élimination du CO2 et humidité).
En octobre 2024, Vast révèle l'aménagement de Haven-1,. Il met l'accent sur le confort et l'esthétique, s'éloignant de l'aménagement classique d'une station spatiale.